# La Muta
La Muta è un dipinto a olio su tavola (64x48 cm) di Raffaello Sanzio, databile al 1507 e conservato nella Galleria Nazionale delle Marche a Urbino.

## Storia
Il dipinto è annoverato nell'inventario dell'eredità del cardinale decano Carlo de' Medici nel 1666. Dopo essere stato trasferito a Palazzo Pitti e quindi nella villa di Poggio a Caiano, raggiunse gli Uffizi il 23 dicembre 1773. Nel 1927 la tavola venne concessa al museo di Urbino per completare il suo percorso espositivo con almeno un'opera significativa del Sanzio, nativo di Urbino e molto attivo anche nella sua città: tutti i Raffaello ad Urbino erano infatti finiti a Firenze con l'eredità di Vittoria Della Rovere, nel XVII secolo. L'opera venne trafugata il 6 febbraio del 1975, insieme alla Madonna di Senigallia e alla Flagellazione di Cristo di Piero della Francesca: tutte le opere, compresa La Muta, vennero recuperate dai Carabinieri a Locarno il 23 marzo 1976.
L'originaria provenienza come pure la committenza non sono finora attestate su base documentaria sicché non si può escludere con certezza che l'opera, databile alla fine del periodo fiorentino dell'artista, non provenga proprio da Firenze, commissionata da una famiglia locale (magari gli Strozzi), invece che da Urbino, commissionata dai Della Rovere. Quest'ultima ipotesi è tuttavia accreditata dall'identificazione della raffigurata con Giovanna Feltria, figlia di Federico da Montefeltro e moglie di Giovanni della Rovere, patrocinatrice nel 1504 del soggiorno fiorentino dell'Urbinate o eventualmente con la figlia di lei, Maria della Rovere Varano.
L'autografia raffaellesca, che risale all'inventario della raccolta di palazzo Pitti del 1702-1710, è tuttora pressoché indiscussa, anche se ha subito alcune oscillazioni, il ritratto essendo stato inizialmente identificato come copia di un originale di Andrea del Sarto, quindi nel XX secolo di volta in volta attribuito al Perugino, al Bugiardini o all'Albertinelli. Il dipinto è considerato fra i migliori esempi della ritrattistica raffaellesca nel periodo della prima maturità.

## Descrizione e stile
Su uno sfondo scuro uniforme una donna è ritratta a mezza figura leggermente di tre quarti, voltata verso sinistra. L'opera mostra l'ispirazione leonardesca, con una posa simile a quella della Gioconda e con il graduale affiorare della figura dall'ombra, ma se ne distacca per una definizione più netta dei lineamenti fisici e dell'abbigliamento. Originale è il dettaglio delle mani appoggiate sul bordo inferiore, come se combaciasse con un ipotetico parapetto, colte in un gesto inquieto, che tradisce l'ispirazione fiamminga, presa da opere a Firenze come il Ritratto di Folco Portinari di Hans Memling. La posa delle mani ricorda quella del Ritratto di Maddalena Strozzi, mentre lo sfondo neutro quello della Gravida. L'influenza fiamminga, forse mediata dall'esempio della ritrattistica del Ghirlandaio, si manifesta anche nella generale lucentezza della superficie pittorica, come pure nel trattamento dei particolari, quali i motivi ricamati sulla veste. Quest'ultima è una gamurra di panno verde con bande di velluto rosso. Le maniche sono di panno castagnino allacciate con nastri rossi che lasciano apparire lo sbuffo della sottoveste, una camicia di lino con ricami in nero. Al livello della vita un grembiule di tela bianca è annodato alla veste con una fettuccia rossa, secondo la moda del tempo illustrata, ad esempio, dalla scena della Natività di san Giovanni affrescata dal Pinturicchio nella cappella di San Giovanni Battista del Duomo di Siena. Tra i gioielli che impreziosiscono le dita della donna, quello della mano destra è il più originale per via della forma rialzata di probabile influenza nordica, mentre il rubino dell'anulare sinistro (simbolo di prosperità) come lo zaffiro dell'indice sinistro (simbolo di castità) sono modelli ancorati nella tradizione orafa fiorentina. Il pendente con croce è costituito da una catena d'oro a maglie fitte e appiattite. La catena è annodata a metà del busto, come nella Dama col liocorno. La croce ha nel mezzo una pietra a cabochon (forse uno smeraldo), mentre i bracci sono decorati con un motivo formato da volute di tralci vegetali (racemi) che terminano con un fiore rosso.
Le indagini diagnostiche pubblicate nel 1983 non hanno consentito di escludere la possibilità che il pendente sia un'aggiunta posteriore. Tuttavia, esse hanno messo in evidenza diversi pentimenti, visibili in parte anche ad occhio nudo, che toccano in particolare il disegno dell'occhio destro, quello della spalla, del velo e della manica sinistra, il profilo sinistro dell'acconciatura dei capelli e, soprattutto, il disegno della mano destra. Nella prima stesura il dorso della mano era visibile ed il pollice destro era disteso lungo il polso sinistro con le altre dita leggermente più corte ed orientate verso la sinistra parallelamente all'attuale disegno del mignolo. Se è lecito ricondurre le varianti ad una correzione della torsione della figura, alcuni studiosi attribuiscono tali pentimenti ad un aggiornamento parziale del dipinto dettato dalla sopraggiunta vedovanza della donna raffigurata. A distanza di alcuni anni dalla versione iniziale, la seconda stesura avrebbe dunque perseguito lo scopo di rendere più severa la composizione. Senza dover necessariamente sottoscrivere alla tesi della duplice versione, va notato che il fazzoletto che la donna stringe nella mano sinistra come pure il colore verde dominante della sua tenuta vestimentaria sono entrambi «simbolo di lutto e vedovanza» sicché si può «affermare abbastanza tranquillamente [...] che siamo di fronte ad una vedova, anche se non in lutto stretto».

La determinazione espressiva del personaggio per quanto intensa è stata a lungo considerata indecifrabile. Tale opacità interpretativa è pertanto all'origine del titolo di Muta attribuitole dalla tradizione insieme a quello di Donna in verde o di Donna dalla catena d'oro. La fissità dello sguardo, caratterizzato anche da un leggero strabismo legato alla dislocazione a sinistra dell'iride destra, in associazione con l'austerità della figura e con l'enigmatico significato dell'indice teso della mano sinistra accrescono tuttora, con il loro carico interrogativo, il fascino del dipinto. Tuttavia, il recupero del contesto storico-iconografico che attribuisce una probabile identità al soggetto ed un motivo, il lutto, al suo atteggiamento espressivo rendono meno impenetrabile l'atmosfera sentimentale del quadro e danno ragione alle perspicue proiezioni psicologiche non esenti da accenti romantici che illustri critici hanno espresso nel commentare l'opera. È il caso del Müntz per il quale : 
(Eugène Müntz, Raphael. Sa vie, son oeuvre et son temps, Paris, Hachette, 1886, pag. 244)
 del Venturi che sottolineava : 
(Adolfo Venturi, Raffaello, Roma, E. Calzone, 1920, pag. 126)
 e sulla sua scia, dell'Alazard che osservava come : 
(Jean Alazard, cit., pagg. 71-72)